# Micrura pseudovaricolor
Micrura pseudovaricolor är en djurart som tillhör fylumet slemmaskar, och som beskrevs av Senz 1993. Micrura pseudovaricolor ingår i släktet Micrura och familjen Lineidae. Inga underarter finns listade i Catalogue of Life.